# یانمار
 یانمار (ヤンマー株式会社) یک شرکت صنایع سنگین ژاپنی است که در سال ۱۹۱۲ در اوساکا تأسیس شد. یانمار در توسعهٔ فناوری، تولید و طراحی موتورهای مورد استفاده در دامنه گسترده‌ای از کاربردها، از جمله کشتی‌ها، قایق‌های تفریحی، ماشین‌آلات ساخت‌وساز، تجهیزات و ماشین‌آلات کشاورزی و ژنراتورها تخصص دارد. یانمار همچنین تولید و فروش ماشین‌آلات و تجهیزات کشاورزی، ماشین‌آلات و تجهیزات ساخت‌وساز، سامانه‌های کنترل آب‌وهوا، سامانه‌های آبیاری کشاورزی، به‌علاوه دامنه گسترده‌ای از خدمات نظارت از راه دور را انجام می‌دهد.

## نگارخانه

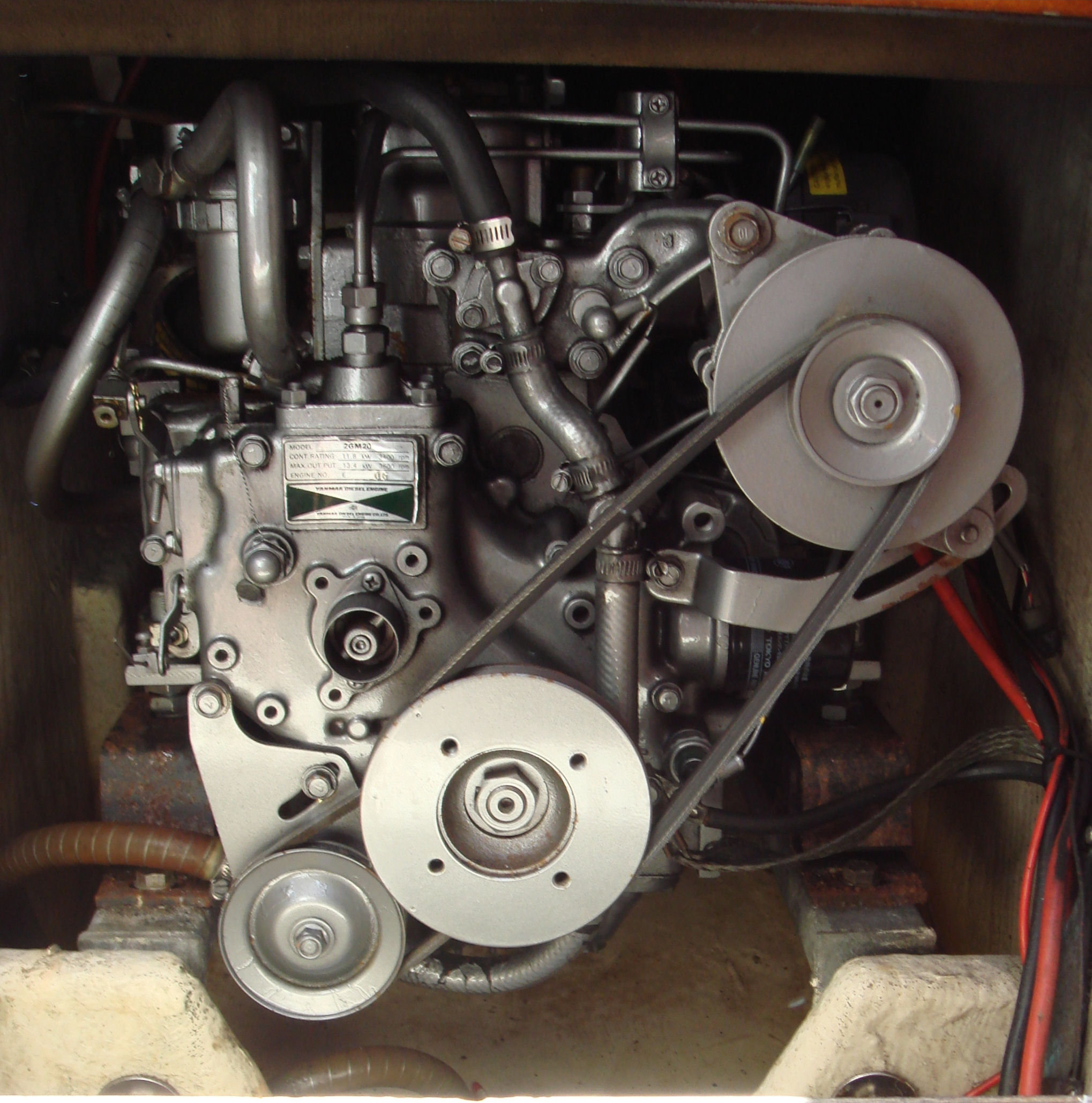
یک موتور دیزل دریایی یانمار 2GM20 که در قایق بادبانی نصب شده‌است.
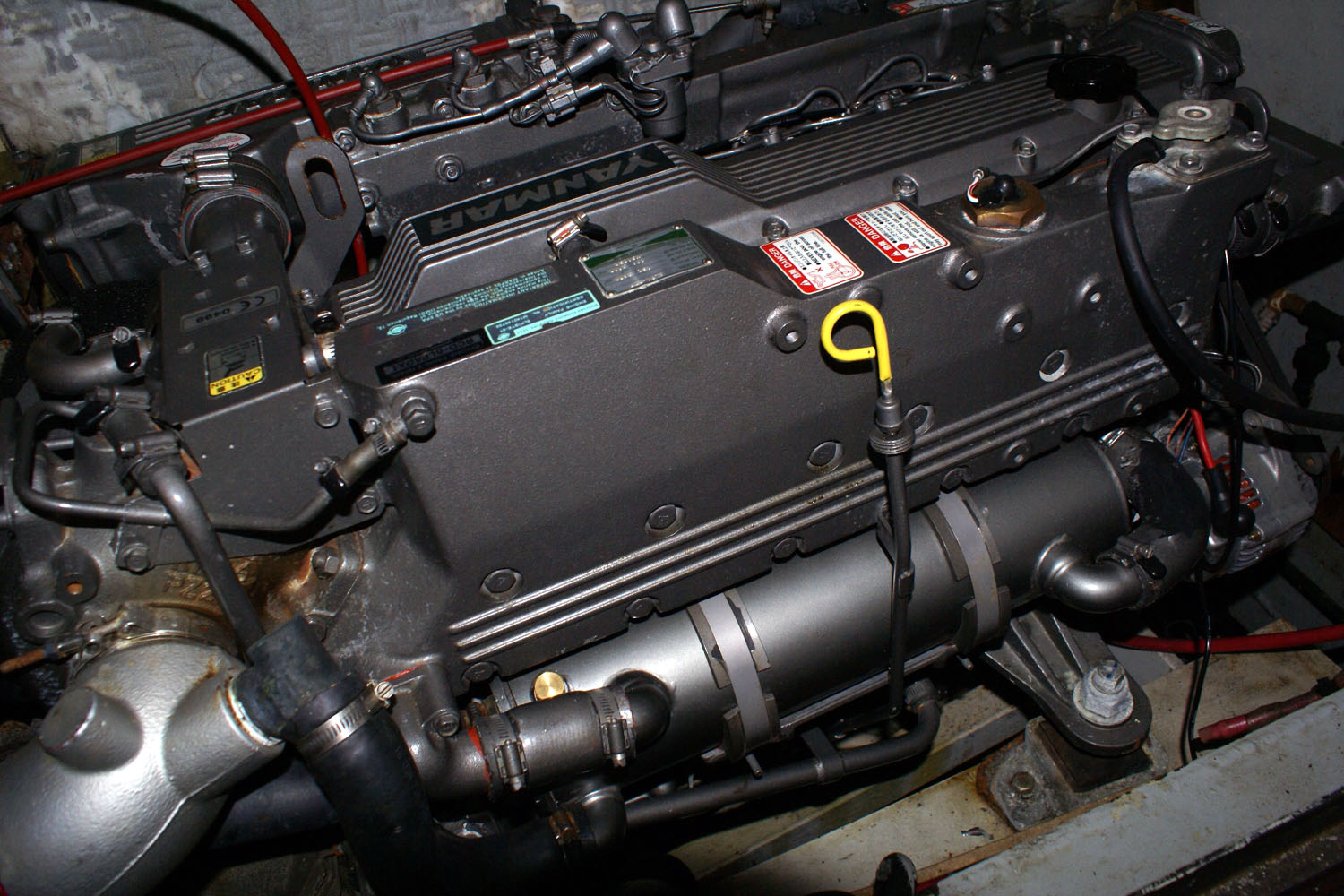
یک موتور کشتی ساخت یانمار